# Graziadio Isaia Ascoli
Graziadio Isaia Ascoli (Gorizia, 16. srpnja 1829. – Milano 21. siječnja 1907.) je bio talijanski jezikoslovac, glotolog i dijalektolog. Također je bio indoeuropeist, keltolog, romanist, semitist, utemeljitelj talijanske i romanske znanstvene dijalektologije, tvorac teorije supstrata. U romanistici načeo problem "ladinskoga" (poslije retoromanskoga) i utvrdio lingvističku posebnost frankoprovansalskoga.

## Životopis
Rođen je u talijanskoj židovskoj obitelji u sklopu Austro-Ugarske Monarhije. Kao dijete je naučio njemački, slovenski, furlanski i mletački jezik, jer su tim jezicima služili stanovnici grada.
Zaposlen je 1860. u milanskoj Znanstveno-književnoj akademiji (Accademia scientifico-letteraria Milan) gdje je skovao riječ glotologiju i postao prvim profesorom toga predmeta. Pridao je dijalektima dostojanstveni status jezika. Vrlo su važne njegove studije i razrade pojma supstrat.
Godine 1873. pokrenuo časopis "Archivio glottologico italiano" koji dan danas postoji; u VIII. svesku toga časopisa objavio je svoj rad "Dijalektalna Italija" (L’Italia dialettale), kojim je utvrdio načela i metode talijanske dijalektologije. Njegova ostala djela su "Kritički ogledi" ("Saggi critici", I–II, 1861. – 1877.), "Ladinski ogledi" ("Saggi ladini", 1873.), "Kritičke studije o jezikoslovstvu" ("Kritische Studien zur Sprachwissenschaft", 1878.), "Jezikoslovna pisma" ("Lettere glottologiche", 1887.).
U Julijskoj krajini, odnosno Julijskoj Veneciji je odredio ime i opisao joj povijesno-geopolitički prostor. Skovao je naziv istriotski (istrioto) po uzoru na veljotski dijalekt (govor otoka Krka). Njime je označavao šest predvenecijanskih autohtonih govora Istre (Rovinj, Bale, Vodnjan, Fažana, Galižana i Šišan). postao je članom slavne rimske Akademije Dei Lincei (Accademia Nazionale dei Lincei) 13. svibnja 1875., a u njemu je posvećeno Furlansko filološko društvo (Società filologica friulana), utemeljeno 1919. u Goriziji. Jedan je od osnivača društva za promicanje talijanskog jezika i kulture (Società Dante Alighieri). U Italiji je odlikovan je odličjima (Grand'Ufficiale dell'Ordine della Corona d'Italia, Cavaliere dell'Ordine dei Santi Maurizio e Lazzaro) i inozemstvu (Cavaliere dell'Ordine pour le Mérite).